# 臼杵山 (東京都)
臼杵山（うすぎやま、うすきやま英語: Mt.Usugi）は、東京都西多摩郡檜原村、あきる野市の境界、奥多摩山域にある標高842.1mの山で、市道山・刈寄山とともに戸倉三山と称される。

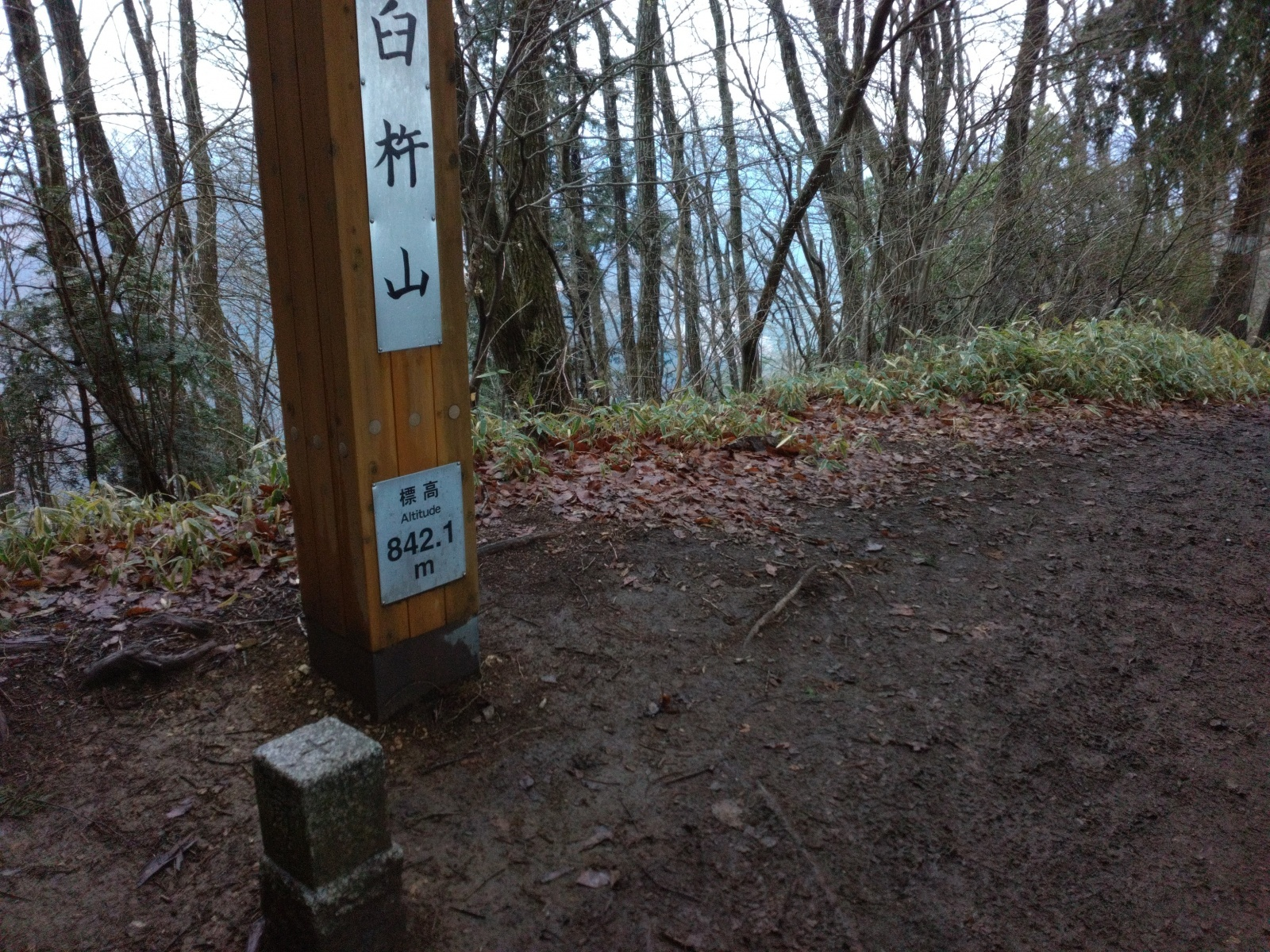
臼杵山の山頂標　2025年3月撮影

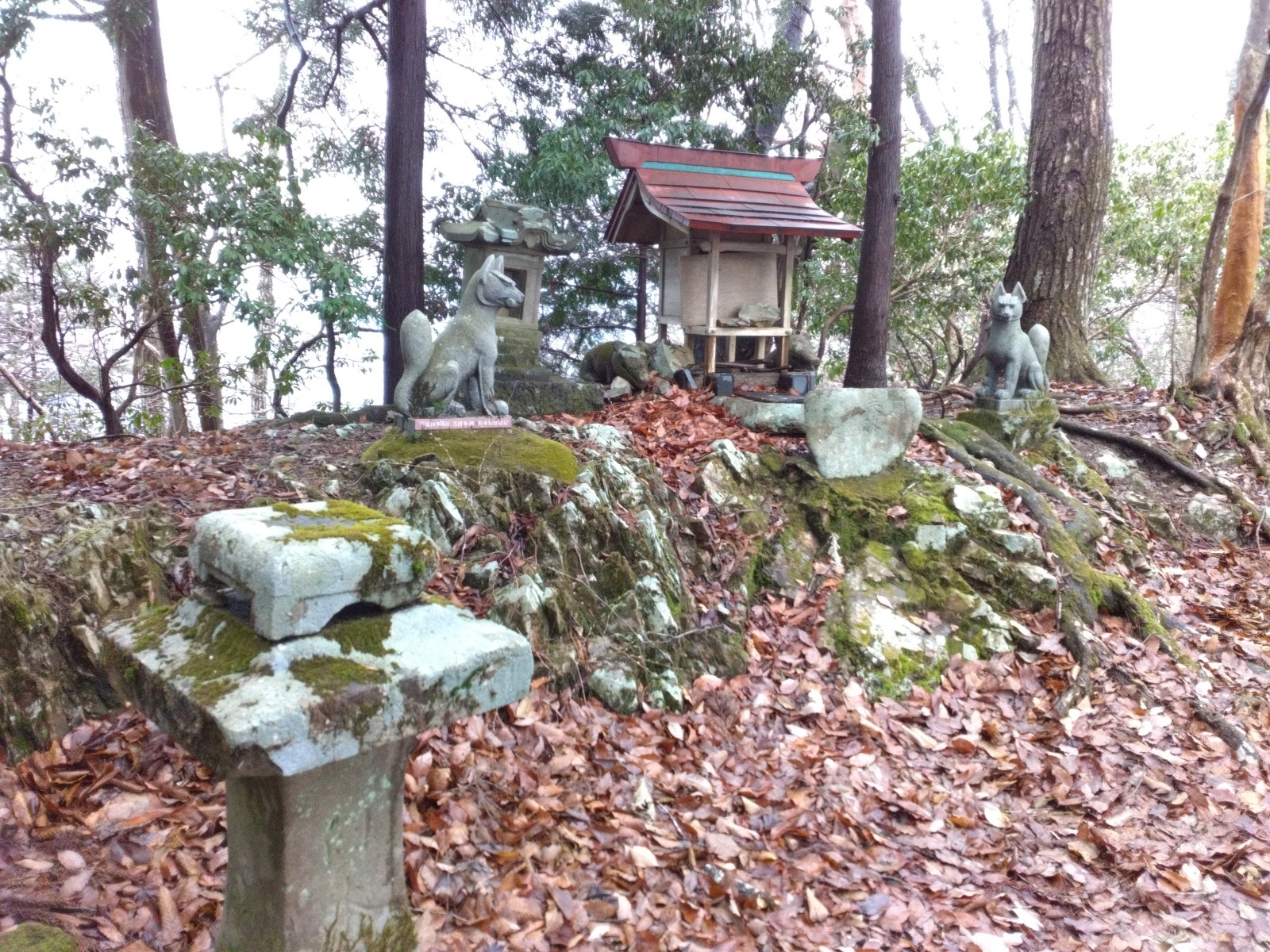
臼杵山の祠　2025年3月撮影

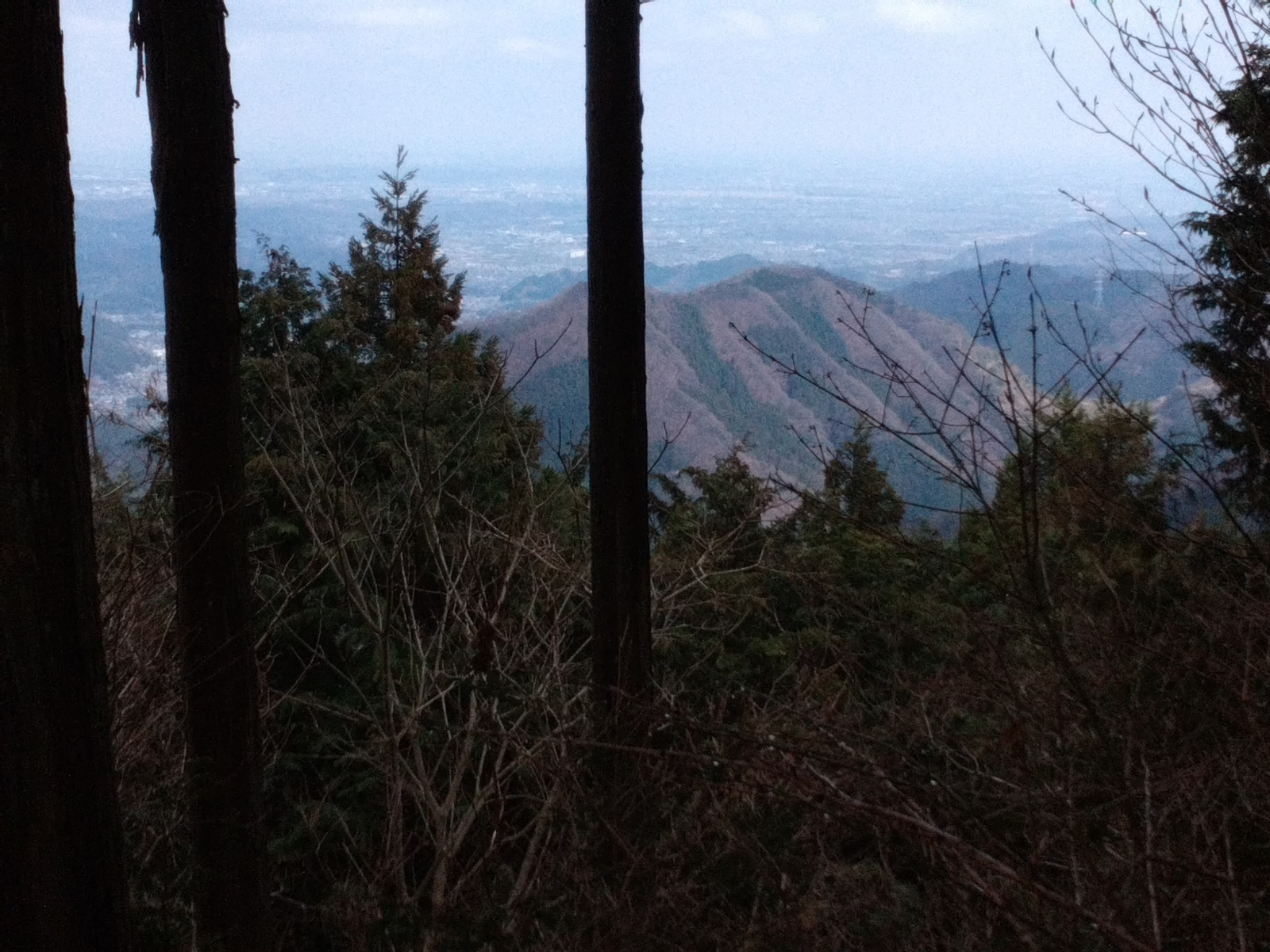
臼杵山の眺望　2025年3月撮影

## 概要
臼杵山は、奥高尾縦走路の西端にあって、高尾山から、城山、小仏峠、景信山、堂所山、明王峠、陣馬山（陣場山）、和田峠、醍醐丸、市道山から続く。どんと構える山容が特色で、山頂は東西に細長く、西峰には、農業・養蚕の守護神を祀る臼杵神社がある。尾根道から富士山、スカイツリーや御前山・浅間嶺を、頂上側の第一電波塔からは、檜原村の山々を展望できる。
東京都の奥多摩山域の代表的な山の一つとして、多摩百山に選ばれている。頂上には、ベンチ、トイレや売店は無い。
毎年、三月には、戸倉城山から今熊山まで走る日本山岳スポーツ協会主催の「日本山岳耐久レース～長谷川恒男CUP」（ハセツネCUP）のコースになる。

## 登山

### 登山道

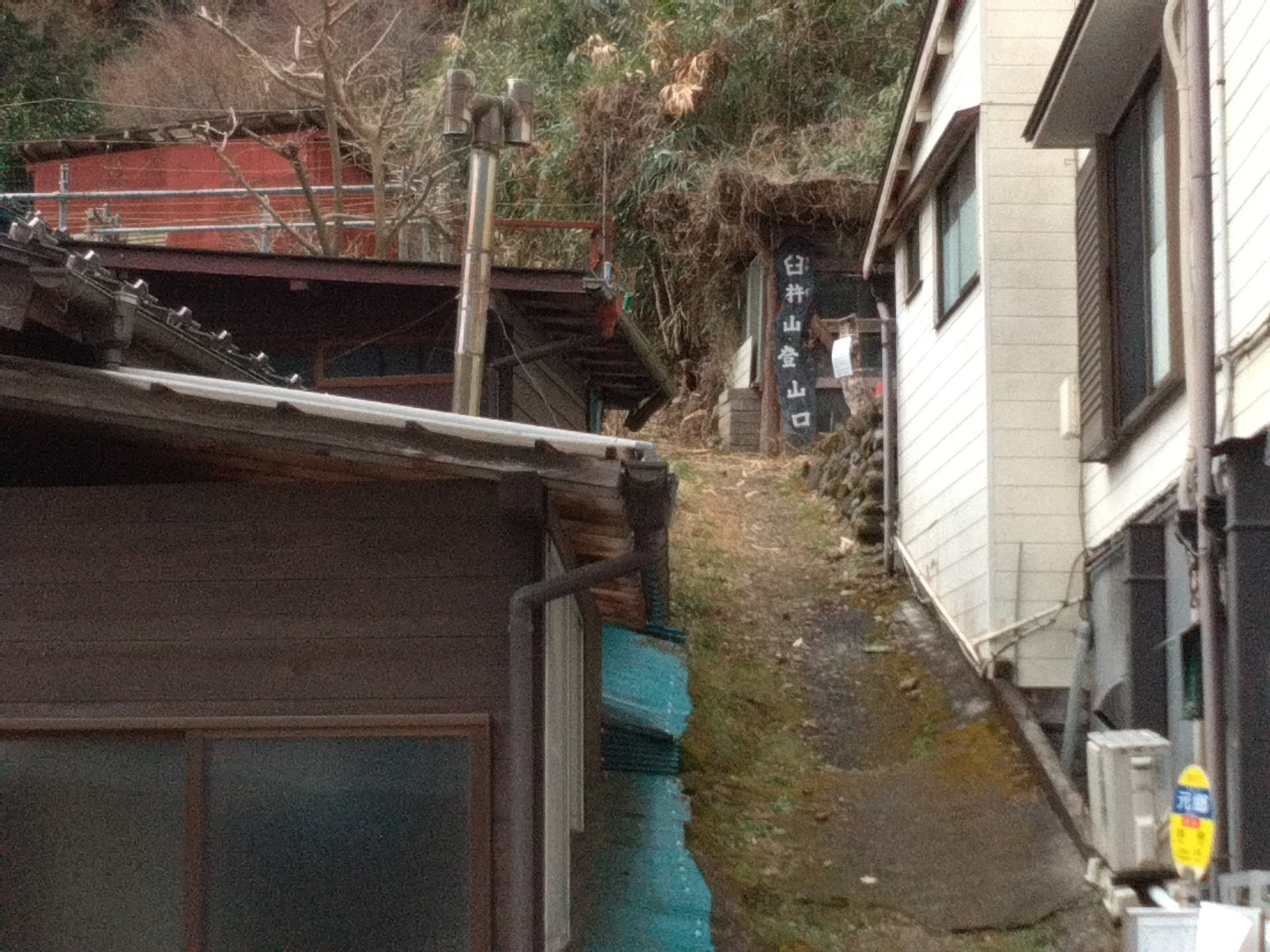
元郷に所在する登山口案内標識

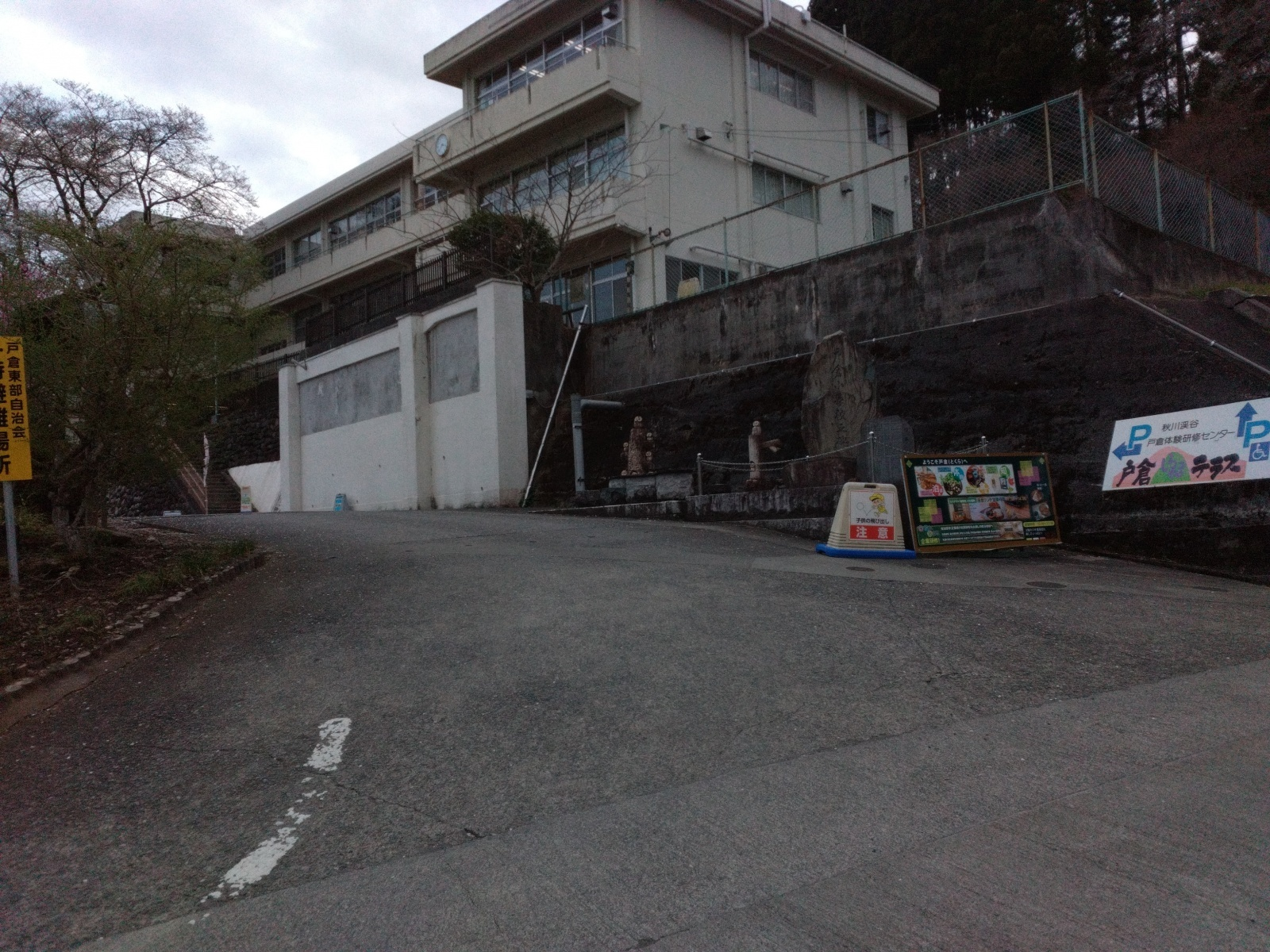
戸倉しろやまテラス　2025年3月撮影

- 元郷登山口ルート

JR武蔵五日市駅より西東京バス「数馬行」（五10, 五14, 五18 など）にて「元郷」バス停下車（17分）、バス停が、いきなり登山口になっている。徒歩登り1時間30分・下り50分。お手洗いは「元郷」バス停前に所在する「檜原村地域交流センター」にある。
- 戸倉登山口ルート

「西戸倉」か「沢渡橋」バス停留所から戸倉城山を経て登る。途中に公営戸倉しろやまテラスという宿泊施設があり、昼時間には14時まで食事ができ、駐車場も利用できる。戸倉城山へは、岩場を経由する光厳寺コースでは門前に、女道コースでは戸倉城山西側の山頂直下に、公衆トイレが設置されている。
- 十里木登山口ルート

「十里木」バス停留所から登る。秩父多摩国立公園十里木駐車場は２４時間開放されている駐車場で、脇には公衆トイレがある。ただし週末はバーベキュー客で満車になる。
- 荷田子登山口ルート

「荷田子」バス停留所から登る。有料の駐車場脇には、公衆トイレがある。

## 参照
1. 1 2 3 4  “山歩き「臼杵山」”.   檜原村観光協会. 2023年4月27日閲覧。
2. ↑  山と高原地図 23.奥多摩 2013 昭文社